# Гречушка
Гречушка — река в Щёлковском районе Московской области России. Иногда называется Здеховка. Правый приток Вори (левого притока Клязмы). Исток находится около села Трубино. Впадает в Ворю между деревнями Сутоки и Сукманиха.
Основное направление течения — на восток. На берегах Гречушки расположены село Трубино, деревни Борисовка, Здехово, Сутоки. Около села Здехово образует пруд, называемый Здеховским озером.

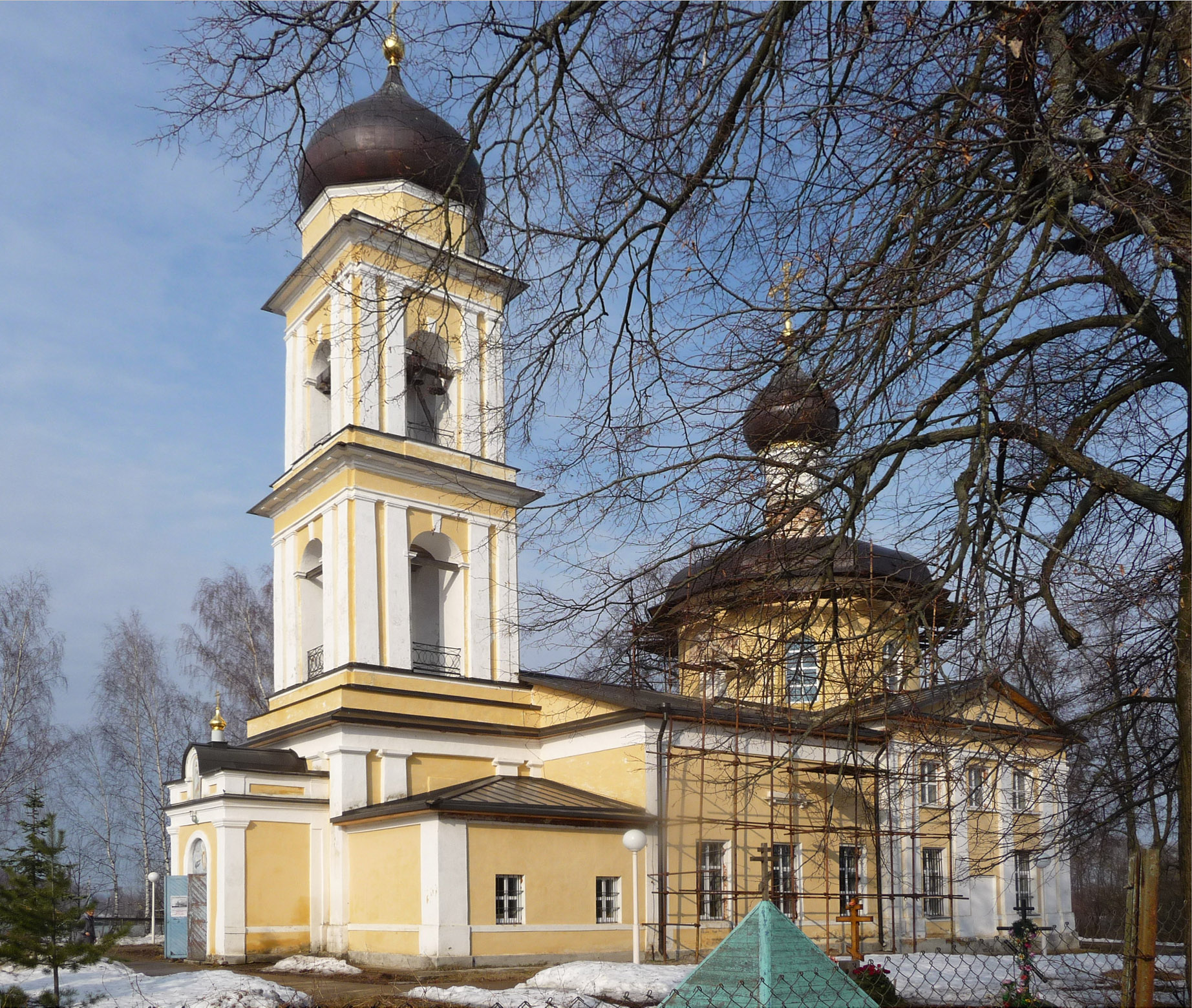
Церковь святителя Николая в Здехово

Речка Гречушка принадлежит к рыбохозяйственным водоемам 2-й категории. Она имеет существенное грунтовое питание, часто не замерзает в местах выхода ключей, в силу чего характеризуется благоприятным кислородным режимом и высокой способностью к самоочищению даже в зимнее время.

## Достопримечательности
На берегу образованного в Здехово речкой Гречушкой пруда стоит церковь Николая Чудотворца (1699—1825 гг.).

## Топографические карты
- Лист карты N-37-5 Ногинск. Масштаб: 1 : 100 000. Состояние местности на 1984 год. Издание 1985 г.
- Лист карты O-37-137 Загорск. Масштаб: 1 : 100 000. Состояние местности на 1984 год. Издание 1985 г.